# Юдин, Константин Алексеевич
Константин Алексеевич Юдин (3 июня 1912, Красноярск, Енисейская губерния — 29 марта 1980, Ленинград) — советский орнитолог. С 1969 по 1978 руководил отделением орнитологии ЗИН РАН. Автор фундаментальной работы «Биологическое значение и эволюция кинетичности черепа птиц» (1970). В 1951 году получил премию имени П. П. Сушкина. Доктор наук (с 1966).

## Биография
Родился в Красноярске. Основной период научной деятельности провел в Ленинграде, куда попал в 1944 или 1945 году, поступив в аспирантуру ЗИН РАН. Заочно его там уже знали — подростком Юдин отправлял в институт подготовленные экспонаты из числа птиц Сибири. До 1955 года участвовал в экспедициях, так, в 1948 посетил Сахалин и Курилы. Ездил на Мурман, на Рыбинское водохранилище. Деятельный биолог-эволюционист. Отличался принципиальностью. Выполнял ряд общественных обязанностей, в том числе был народным заседателем (в суде).
Юдиным были составлен определитель трубконосых птиц Антарктики и Субантарктики, карты ареалов морских птиц Атлантического и Индийского океанов. Оцениваются высоко заслуги учёного в подготовке научных кадров, а также в организации и планировании зоологических исследований в СССР.
Жена Юдина, которая не смогла сделать научную карьеру из-за болезни дочери, отличалась гостеприимством. Семья жила на Васильевском острове, в сырой и часто затапливаемой квартире, затем удалось получить две комнаты в коммунальной квартире на 5-й Красноармейской улице. В последние годы жизни тяжело болел, с трудом передвигался, но продолжал заниматься научной работой на даче.